# Neobisium mendelssohni
Neobisium mendelssohni är en spindeldjursart som beskrevs av Bozidar P.M. Curcic och N. B. Curcic 2004. Neobisium mendelssohni ingår i släktet Neobisium och familjen helplåtklokrypare. Inga underarter finns listade i Catalogue of Life.